# Better Call Saul (3.ª temporada)
A terceira temporada da série americana de televisão Better Call Saul estreou em 10 de abril de 2017. A temporada tem dez episódios e foi transmitida nas noites de segunda-feira nos Estados Unidos na AMC. 
Foi indicada a nove categorias na 69º edição do Prêmio Emmy do Primetime.

## Recepção
No Rotten Tomatoes, a terceira temporada tem uma aprovação de 97% com base em 39 avaliações, com uma classificação média de 8.78/10. No site do agregador de resenhas Metacritic, tem uma pontuação de 87/100 com base em 18 críticos, indicando "aclamação universal".
Terri Schwartz do IGN avaliou a terceira temporada com 9.1/10, elogiando o desenvolvimento do protagonista e afirmando que "Better Call Saul atingiu momentos de perfeição na terceira temporada."

## Produção

### Elenco
A terceira temporada de Better Call Saul conta com o retorno de vários membros do elenco original de Breaking Bad, com destaque para Giancarlo Esposito,  que aparece pela primeira vez no segundo episódio "Witness", reinterpretando o personagem Gustavo Fring.

### Filmagens
Como nas duas temporadas anteriores, é filmada e ambientada em Albuquerque, Novo México.

## Episódios
| N.º na série | N.º na temp. | Título       | Dirigido por    | Escrito por                  | Exibição original   | Audiência (milhões) |
| ------------ | ------------ | ------------ | --------------- | ---------------------------- | ------------------- | ------------------- |
| 21           | 1            | "Mabel"      | Vince Gilligan  | Vince Gilligan & Peter Gould | 10 de abril de 2017 | 1,81                |
| 22           | 2            | "Witness"    | Vince Gilligan  | Thomas Schnauz               | 17 de abril de 2017 | 1,46                |
| 23           | 3            | "Sunk Costs" | John Shiban     | Gennifer Hutchison           | 24 de abril de 2017 | 1,52                |
| 24           | 4            | "Sabrosito"  | Thomas Schnauz  | Jonathan Glatzer             | 1 de maio de 2017   | 1,56                |
| 25           | 5            | "Chicanery"  | Daniel Sackheim | Gordon Smith                 | 8 de maio de 2017   | 1,76                |
| 26           | 6            | "Off Brand"  | Keith Gordon    | Ann Cherkis                  | 15 de maio de 2017  | 1,72                |
| 27           | 7            | "Expenses"   | Thomas Schnauz  | Thomas Schnauz               | 22 de maio de 2017  | 1,65                |
| 28           | 8            | "Slip"       | Adam Bernstein  | Heather Marion               | 5 de junho de 2017  | 1,63                |
| 29           | 9            | "Fall"       | Minkie Spiro    | Gordon Smith                 | 12 de junho de 2017 | 1,47                |
| 30           | 10           | "Lantern"    | Peter Gould     | Gennifer Hutchison           | 19 de junho de 2017 | 1,85                |